# Kazimierz Abgarowicz
Kazimierz Feliks Józef Abgarowicz (ur. 30 maja 1888 we Lwowie, zm. 17 maja 1968 w Poznaniu) – polski filolog klasyczny, nauczyciel i tłumacz.

## Życiorys

### Życie prywatne
Urodził się 30 maja 1888 w rodzinie Józefa, urzędnika tamtejszego Wydziału Krajowego oraz Marii Rozalii z domu Woińska. Miał siostrę Zofię Marię (ur. 1884) i zmarłego tuż po urodzeniu brata Józefa (ur. i zm. 1887). Był od 1916 żonaty z Kazimierą Kadyi i miał syna Zbigniewa, taternika.

### Wykształcenie i praca zawodowa
Uczęszczał do V gimnazjum we Lwowie. We Lwowie w 1906 złożył egzamin dojrzałości, a następnie w latach 1906–1911 studiował filologię klasyczną oraz język polski. Później pracował do 1914 jako nauczyciel we lwowskich gimnazjach, a od 1914 do 1919 w Zakopanem w prywatnym gimnazjum. W Poznaniu został powołany do gimnazjum Marii Magdaleny, w którym uczył w latach 1919–1939 języków: greckiego, łacińskiego, polskiego oraz historii starożytnej. W 1939 został przez Niemców wysiedlony, więc zamieszkał u rodziny w Krakowie, gdzie pod pseudonimem „Ambroży” brał w latach 1940–1945 czynny udział w tajnym nauczaniu. Powrócił do Poznania i uczył tam ponownie w gimnazjum Marii Magdaleny w latach 1945–1948 oraz Marcina Kasprzaka w latach 1948–1949. Lektor języka łacińskiego na Uniwersytecie Poznańskim w latach 1949–1952. Pochowany na cmentarzu parafialnym Górczyn.

### Dorobek naukowy
Zajmował się poza działalnością dydaktyczną tłumaczeniem. Przełożył na język polski niemal całe rodzime piśmiennictwo łacińskie X–XIV w. Ponadto już w 1947 ukazała się w jego tłumaczeniu Tomasza Morusa „Utopia”, a w 1967 pierwszy polski przekład Obowiązków duchownych św. Ambrożego z Mediolanu. Był również członkiem zespołu redakcyjnego opracowującego pierwszy w Polsce naukowy „Słownik grecko-polski” (pod red. Z. Abramowiczówny, t. 1-4, 1958-1965), jak również autorem skryptu „Język łaciński dla lektoratów” (1952). Wiele jego tłumaczeń pozostało w maszynopisach.